# 菩提寺 (岐阜県垂井町)
菩提寺（ぼだいじ）は、岐阜県不破郡垂井町にある十一面観世音菩薩を本尊とする真言宗の寺院。

## 概要
山号は一乗山。古代氏族伊福部氏菩提寺。美濃三十三観音霊場旧札所。
天長元年3月3日（824年4月5日）に伊福部氏が空海を開基に迎えて菩提山山上に開かれた。同5年10月3日（828年11月13日）には定額寺に列せられた。その外護者を失い兵火に遭うなどして荒廃したが天文8年（1539年）祐運和尚により山麓に移されて中興される。寛永年間には領主の竹中氏により本堂の再建が行われている。美濃西国観音霊場が開かれた際にはその16番札所となった。